# 11 Canis Minoris
11 Canis Minoris, som är stjärnans Flamsteed-beteckning, är en ensam stjärna, belägen i den norra delen av stjärnbilden Lilla hunden. Den har en skenbar magnitud av ca 5,25 och är svagt synlig för blotta ögat där ljusföroreningar ej förekommer. Baserat på parallax enligt Gaia Data Release 2 på ca 10,4 mas, beräknas den befinna sig på ett avstånd på ca 313 ljusår (ca 96 parsek) från solen. Den rör sig bort från solen med en heliocentrisk radialhastighet på ca 28 km/s och var inom 157 ljusårs avstånd från solen för 2,35 miljoner år sedan.

## Egenskaper
11 Canis Minoris är en vit till blå stjärna i huvudserien av spektralklass A1 Vnn, där ’n’-noten anger att den har ”diffusa” linjer i dess spektrum på grund av snabb rotation.  Den har en massa som är ca 2,2 solmassor, en radie som är ca 2,5 solradier och utsänder från dess fotosfär ca 65 gånger mera energi än solen vid en effektiv temperatur av ca 10 000 K.
Gray och Garrison (1987) gav stjärnan spektralklass A0.5 IVnn, som istället anger att den är en utvecklande underjättestjärna. Den är en misstänkt variabel stjärna av okänd typ.